# Коропецкая поселковая община
Коропецкая поселковая община (укр. Коропецька селищна громада) — территориальная община в Чортковском районе Тернопольской области Украины.
Административный центр — посёлок Коропец.
Население составляет 7534 человека. Площадь — 85,4 км².
В соответствии с распоряжением Кабинета Министров Украины от 12 июня 2020 года, в состав общины вошла территория Коропецкого поселкового совета, а также Вербковского, Вистрянского, Гориглядовского и Садовского сельских советов упразднённого Монастырисского района.

## Населённые пункты
В состав общины входят 1 посёлок и 7 сёл:
- Посёлок Коропец
  - Светлое
  - Стыгла
- Вербковский старостинский округ:
  - Вербка
  - Диброва
- Вистрянский старостинский округ:
  - Вистря
- Гориглядовский старостинский округ:
  - Горигляды
- Садовский старостинский округ:
  - Садовое